# Siła Coriolisa-Stokesa
Siła Coriolisa-Stokesa – siła działająca na falujący płyn wynikająca z tego falowania i znajdowania się płynu w obracającym się układzie odniesienia. Efekt Coriolisa-Stokesa wyjaśnia niektóre aspekty ruchu falującej wody w oceanach.
Cząstki próbne falującej powierzchni wody doznają ruchu po torze zbliżonym do okręgu, o promieniu malejącym wraz z głębokością. W wyniku tego woda doznaje ruchu postępowego w kierunku poruszania się fali, zależnego od głębokości wody i parametrów fali, zwanego dryfem Stokesa. Ruch wody upraszcza się tylko do dryfu Stokesa. Na tak poruszającą się wodę w oceanie działa siła Coriolisa, prostopadła do kierunku dryfu Stokesa, czyli wzdłuż grzbietów fal.
Istnienie efektu umożliwia wprowadzenie do równań ruchu wody w modelach ruchu wody, w tym w jej mieszaniu turbulentnym w modelu Ekmana oraz symulacji wirów.
Efekt ten nie zależy bezpośrednio od prędkości wiatru i jego oddziaływania z powierzchnią wody.